# Středoevropský pohár dorostu v orientačním běhu 2018
3. Středoevropský pohár dorostu v orientačním běhu (anglicky CEYOC 2018) proběhl ve dnech 6. dubna — 8. dubna 2018. Závody o účasti výběrů ze čtyř států střední Evropy hostilo Maďarsko s hlavním centrem ve městě Csákvár.

## Program závodů
Program Středoevropského poháru byl zveřejněn v souladu s Pravidly IOF v Bulletinu číslo tři.
| Den    | Datum    | Typ závodu | Centrum závodu |
| ------ | -------- | ---------- | -------------- |
| pátek  | 6. duben | Štafety    | Csákvár        |
| sobota | 7. duben | Long       | Csákvár        |
| neděle | 8. duben | Middle     | Csákvár        |

## Česká reprezentace na CEYOC
| H16                           | H16                           | H16                           | H16                           | D16                           | D16                           | D16                           | D16                           |
| ----------------------------- | ----------------------------- | ----------------------------- | ----------------------------- | ----------------------------- | ----------------------------- | ----------------------------- | ----------------------------- |
| - Umístění českých dorostenců | - Umístění českých dorostenců | - Umístění českých dorostenců | - Umístění českých dorostenců | - Umístění českých dorostenek | - Umístění českých dorostenek | - Umístění českých dorostenek | - Umístění českých dorostenek |
| Jméno                         | Middle                        | Long                          | Štafety                       | Jméno                         | Middle                        | Long                          | Štafety                       |
| Jakub Chaloupský              | 8. místo                      | 5. místo                      | 3. místo                      | Anna Karlová                  | 2. místo                      | 1. místo                      | 4. místo                      |
| Jan Rücker                    | 13. místo                     | 12. místo                     | 3. místo                      | Adéla Vandasová               | 6. místo                      | 15. místo                     | 3. místo                      |
| Lukáš Richtr                  | 2. místo                      | 1. místo                      | 1. místo                      | Kateřina Blažková             | 5. místo                      | 4. místo                      | 4. místo                      |
| Šimon Mareček                 | 3. místo                      | 4. místo                      | 3. místo                      | Jana Pekařová                 | 17. místo                     | 9. místo                      | 3. místo                      |
| Martin Šimša                  | 7. místo                      | 7. místo                      | 1. místo                      | Michaela Dittrichová          | 2. místo                      | 5. místo                      | 4. místo                      |
| Lukáš Vitebský                | 15. místo                     | 8. místo                      | 1. místo                      | Elin Martanová                | 1. místo                      | 11. místo                     | 3. místo                      |

| H18                           | H18                           | H18                           | H18                           | D18                           | D18                           | D18                           | D18                           |
| ----------------------------- | ----------------------------- | ----------------------------- | ----------------------------- | ----------------------------- | ----------------------------- | ----------------------------- | ----------------------------- |
| - Umístění českých dorostenců | - Umístění českých dorostenců | - Umístění českých dorostenců | - Umístění českých dorostenců | - Umístění českých dorostenek | - Umístění českých dorostenek | - Umístění českých dorostenek | - Umístění českých dorostenek |
| Jméno                         | Middle                        | Long                          | Štafety                       | Jméno                         | Middle                        | Long                          | Štafety                       |
| Dan Pavlovec                  | 2. místo                      | 8. místo                      | 3. místo                      | Anna Kochová                  | 11. místo                     | 14. místo                     | 6. místo                      |
| Josef Nagy                    | 6. místo                      | 10. místo                     | 4. místo                      | Veronika Šklíbová             | 10. místo                     | 17. místo                     | 4. místo                      |
| Tomáš Janovský                | 9. místo                      | 3. místo                      | 3. místo                      | Nikola Thýnová                | 6. místo                      | 3. místo                      | 4. místo                      |
| Ondřej Metelka                | 7. místo                      | 4. místo                      | 4. místo                      | Martina Opálková              | 9. místo                      | 10. místo                     | 6. místo                      |
| Petr Melichar                 | 8. místo                      | 2. místo                      | 3. místo                      | Adéla Rýdlová                 | 7. místo                      | 8. místo                      | 6. místo                      |
| Filip Adámek                  | 16. místo                     | 7. místo                      | 4. místo                      | Kateřina Grycová              | 15. místo                     | 4. místo                      | 4. místo                      |

Původně nominovaný Petr Čech kvůli zranění neodcestoval. V týmu ho nahradil Petr Melichar.

## Medailová klasifikace podle zemí
| Medailová klasifikace podle zemí | Medailová klasifikace podle zemí | Medailová klasifikace podle zemí | Medailová klasifikace podle zemí | Medailová klasifikace podle zemí | Medailová klasifikace podle zemí |
| Umístění                         | Země                             | Zlato                            | Stříbro                          | Bronz                            | Součet                           |
| -------------------------------- | -------------------------------- | -------------------------------- | -------------------------------- | -------------------------------- | -------------------------------- |
| 1.                               | Maďarsko                         | 7                                | 8                                | 3                                | 18                               |
| 2.                               | Česko                            | 4                                | 5                                | 6                                | 15                               |
| 3.                               | Polsko                           | 1                                | 0                                | 3                                | 4                                |
| 4.                               | Slovinsko                        | 0                                | 0                                | 0                                | 0                                |